# Grljan, Trst
Grljan (italijansko Grignano) je okrožje Občine Trst. Je majhno naselje, ki se nahaja v zalivu na severni strani rta (nekoč imenovanega »punta Grljan«), kjer stoji grad Miramar. Leži na severni obali Tržaškega zaliva v Italiji, z nekaj nad šesto prebivalci. Naselje leži okoli 6 km severozahodno od Trsta, na nadmorski višini med 1 do 143 mnm.

## Etimologija toponima (krajevnega imena)
Toponim izhaja iz "(posesti) Nirginianum", ali "ozemlja, ki pripada Nigrinusu". 

## Zgodovina
Na območje kraja so se Slovenci naselili v 9. stoletju, plaže pa so se vse do druge svetovne vojne uporabljali tudi ribiči iz vasi Kontovel. Grljan je namreč skrit za Miramarskim gradom, leži pa na polkrožnem pobočju, ki se od morja terasasto dviga do roba Krasa in vasi Kontovel.
Prva omemba kraja sega v leto 1150, ko je v statutu gozdov lokacija Rivo Sv. Marija Grljan označena kot samostanska posest. Že leta 1336 je bila tam bolnišnica in majhna cerkev posvečena sv. Kancijanu. Bolj znana je cerkev in samostan Svete Marije v Grljanu, ki so ga leta 650 ustanovili benediktinski menihi svetega Kolombijana na podlagi oporoke oglejskega patriarha Maksima II. Kasneje je prešel v roke frančiškanom in je bil leta 1785 razpuščen. Po pisnih virih je bil leta 1833 že v razvalinah. Danes so vidne so le še skromne ruševine, razen dela, ki je bil preurejen v privatno nastanitev.
Grljan vse do sredine 19. stoletja ni predstavljal večjega naselja. Terasasto pobočje od obale proti vasi Kontovel so obdelovali kmetje in drugi lastniki, tu lepo uspevali vinogradi in sadovnjaki, vendar so lastniki živeli v drugih krajih in naseljih, tudi v Tstu. Ko pa se je začel razvijati turizem, so slovensko izobraženstvo in časopisi že leta 1888 odkrili, da je Grljan Slovencem eno najlepših in najbolj zdravih točk na Jadranu. Kraj je bil tudi prav v bližini slavnega gradu Miramar, povezanega z nesrečnim nadvojvodo Maksimilijanom Habsburškim. Turistični tisk je od leta 1891 predstavljal nov nemški hotel Grignano in kopališče pri Trstu. Marca 1910 je konzorcij treh slovenskih bančnih zavodov (Tržaška posojilnica in hranilnica, Jadranska banka in Trgovsko-obrtna zadruga) od Adele Feder, vdove švicarskega podjetnika, odkupila priljubljeno kopališče in hotel Grignano/Grljan s 30 sobami z obsežnim zemljiščem. V velikem slogu so zasnovali slovensko in slovansko »Hotelsko delniško družbo Grljan-Miramar pri Trstu«. Vrednost naložbe je bila 460.000 avstrijskih kron, po vrednosti torej takoj za Narodnim domom v Trstu. Hotelska delniška družba Grljan - Miramar pri Trstu je kupila tudi parnika Mira in Volosco, ki sta dnevno povezovala takratno letovišče s Trstom. Junija leta 1911 so Grljanski zaliv in kopališče ter hotel obiskali tudi udeleženci »Zaveze avstrijskih jugoslovanskih učiteljskih društev«, ki je zborovala v Trstu. Tržaški časopis je takrat zapisal, »da so izletniki videli tisti del obrežja Jadrana – od Devina do gradu Miramar, ki je zares naš – slovenska last.« Prva svetovna vojna in njene posledice so bile usodne za nadaljnji razvoj hotelske družbe. Že 26. oktobra 1921 so bili iz upravnega sveta družbe zbrisani vsi slovenski upravitelji, nadomestili so jih izključno italijanski člani. Na občnem zboru 30. marca 1922 je bil sprejet nov statut samo v italijanskem jeziku, slovenščina je bila popolnoma izbrisana. 26. junija 1929 je družba izvršila fuzijo, ki je bila sprejeta v upravnem svetu 29. marca 1929. Registracija je bila nato vpisana 3. decembra 1929. Družba je izginila, ostala je Societá della Riviera Triestina.

Po koncu druge svetovne vojne se je v Grljanu začelo marsikaj graditi, vinograde so izpodrinile vile in nekdanji slovenski hotel je prešel v nove roke. Prebivalstvo je tako naraslo, da je tržaška župnija sklenila zgraditi cerkev. Leta 1956 se je začela gradnja sedanje župnijske cerkve, posvečene svetima Evfemiji in sv. Telčo. Posvečena je bila leta 1964. v Grljanu danes živi le par Slovencev in po kraju ni slovenskih napisov. Pred desetletjem je umrl župnik Zupančič, ki je na prošnjo maševal dvojezično.

## Ustanove
V Grljanu je od leta 1999 sedež tržaškega Znanstvenega imaginarija, med tem ko je v zgornjem delu naselja, imenovanega Miramar, od leta 1964 sedež Mednarodnega centra za teoretično fiziko. V okrožju imata sedež tudi InterAcademy Partnership in The World Academy of Sciences.

## Galerija fotografij
- Iz vinogradov pogled proti gradu Miramar in Grljanu
- Grad Miramar
- Grad z baročnim vrtom
- Vhod znanstvenega imaginarija